# Assedio di Tortosa (1708)
L’assedio di Tortosa fu una battaglia combattuta nel corso della guerra di successione spagnola dal 12 giugno all'8 luglio 1708.
La città era difesa dalla Coronela de Tortosa, diretta dal primo procuratore del re, Ignasi Minguella e dal tenente colonnello Francesc Montagut.
Al 9 luglio, quasi 30 000 soldati al comando di Filippo d'Orleans riuscirono a vincere gli assediati che si trovavano in minoranza numerica ed a penetrare nella città il 15 di luglio dopo duri combattimento. L'8 luglio il comandante delle forze alleate siglò la capitolazione della città.